# Élections législatives tadjikes de 2015
Les élections législatives tadjikes de 2015 se déroulent le 1er mars 2015 pour renouveler l'Assemblée des représentants.

## Système électoral
L'Assemblée des représentants est la chambre basse de l'Assemblée suprême, le parlement bicaméral du Tadjikistan. Elle est composée de 63 sièges renouvelés tous les cinq ans selon un mode de scrutin parallèle.
Sont ainsi à pourvoir 41 sièges au scrutin uninominal majoritaire à deux tours dans autant de circonscriptions électorales, auxquels se rajoutent 22 sièges pourvus au scrutin proportionnel plurinominal dans une unique circonscription nationale avec listes fermées et un seuil électoral de 5 %.

## Campagne
Un total de 288 candidats ont contesté les élections. L'Organisation pour la sécurité et la coopération en Europe (OSCE) a envoyé des observateurs. Aucune des élections au Tadjikistan depuis 1992 n'a été jugée libre et régulière par les observateurs internationaux.

## Résultats
| Parti                                       | Votes | %    | Sièges | Sièges | Sièges | Sièges |
| Parti                                       | Votes | %    | SM     | SP     | Total  | +/–    |
| ------------------------------------------- | ----- | ---- | ------ | ------ | ------ | ------ |
| Parti démocratique populaire du Tadjikistan |       | 65,4 | 35     | 16     | 51     | –4     |
| Parti agraire                               |       | 11,7 | 2      | 3      | 5      | +3     |
| Parti des réformes économiques (tg)         |       | 7,5  | 1      | 2      | 3      | +1     |
| Parti socialiste du Tadjikistan             |       | 5,5  | 0      | 1      | 1      | +1     |
| Parti communiste du Tadjikistan             |       | 2,2  | 2      | 0      | 2      | 0      |
| Parti démocratique (en)                     |       | 1,7  | 1      | 0      | 1      | +1     |
| Parti de la renaissance islamique           |       | 1,6  | 0      | 0      | 0      | –2     |
| Parti social-démocratique                   |       | 0,5  | 0      | 0      | 0      | 0      |
| Total                                       |       | 100  | 41     | 22     | 63     | 0      |
| Participation                               |       | 87,7 | –      | –      | –      | –      |
| Source: Asia Plus, IPU                      |       |      |        |        |        |        |